# Assoro
Assoro es una localidad italiana de la provincia de  Enna, región de Sicilia, con 5.397 habitantes.

Ubicación de la ciudad de Assoro dentro de la provincia de Enna.

## Evolución demográfica
| Gráfica de evolución demográfica de Assoro entre 1861 y 2011 |
|                                                              |
| Fuente ISTAT - Elaboración gráfica por parte de Wikipedia    |